# Hotel President de Atenas
El Hotel President se encuentra en Ampelokipi, un sector de la ciudad de Atenas. Es el hotel más alto de Grecia, con una altura de 68 metros y tiene 22 pisos. Cuenta con un total de 517 habitaciones. En el piso 22 hay un restaurante con música de jazz en vivo y en la azotea hay una piscina y un bar.